# Düdinck

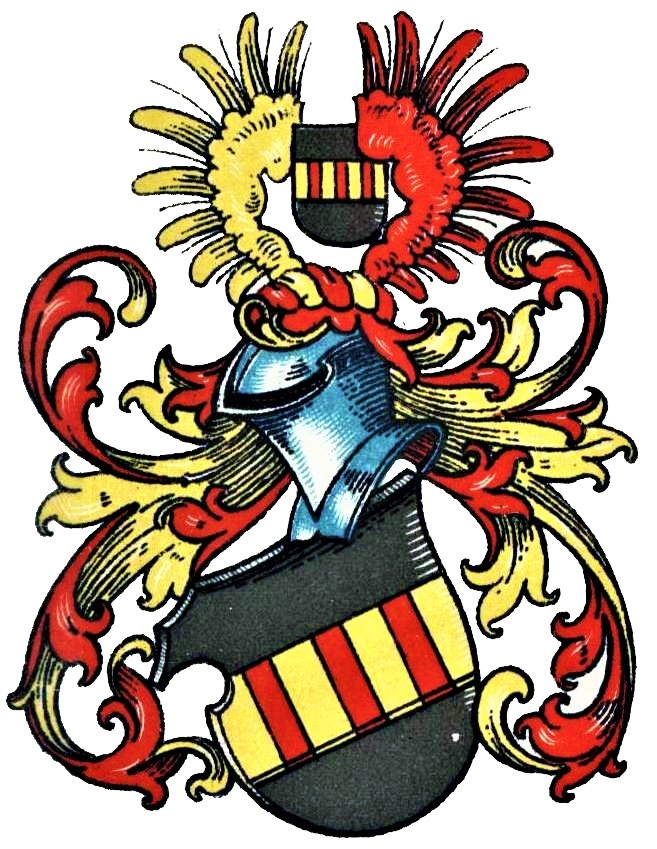
Wappen derer von Düdinck im Wappenbuch des Westfälischen Adels

Düdinck (auch: Dudinck, Düding, Duyinck o. ä.) ist der Name eines westfälischen Adelsgeschlechts.

## Geschichte
Der Stammsitz des Geschlechts, Duinck, lag laut Anton Fahne bei Hagen an der Volme und wurde im 18. Jahrhundert zerstört. In der Gegend, d. h. im ehemaligen Kreis Hagen in der Grafschaft Mark, besaßen die Herren von Düdinck Altenhagen (urkundl. 1400–1637), Linden (1393–1461), Schüren (1393) und Wasserschloss Werdringen (1400–1487).
Hugo de Dudinck kommt bereits 1320 und noch 1326 vor. Godeke von Düdinck erscheint 1332–1346. Letzterer trug vom Grafen von Arnsberg das Gut Unterlinden zu Sölde zum Lehen. Evert Düdinck wurde 1393 mit einem Lehen zu Schüren und Ludwig Düdinck mit dem Gut Linden in Hagen und Land zu Kamen belehnt. Letzterer besiegelte 1419 die märkische Landesvereinigung. Cracht und Heinrich Düdinck, Vettern, besaßen 1461 das Landgut zu Herike. Eine Linie der Familie blühte auch in Livland, allerdings mit verändertem Wappen. Johann von Düdinck († 1549), Sohn von Ludwig von Düdinck zu Altenhagen, war Deutschordenritter in Livland, kam zurück und war mit Alecke von Groll vermählt.
Die Familie erlosch im Mannesstamm mit dem Tod des Johann von Düdinck am 9. Juli 1637.

## Wappen
Blasonierung: In Schwarz ein goldener Balken mit drei roten Pfählen beladen. Auf dem rot-golden bewulsteten Helm ein offener Flug, der rechte Flügel golden, der linke rot, dazwischen der Schild. Die Helmdecken sind rot-golden.

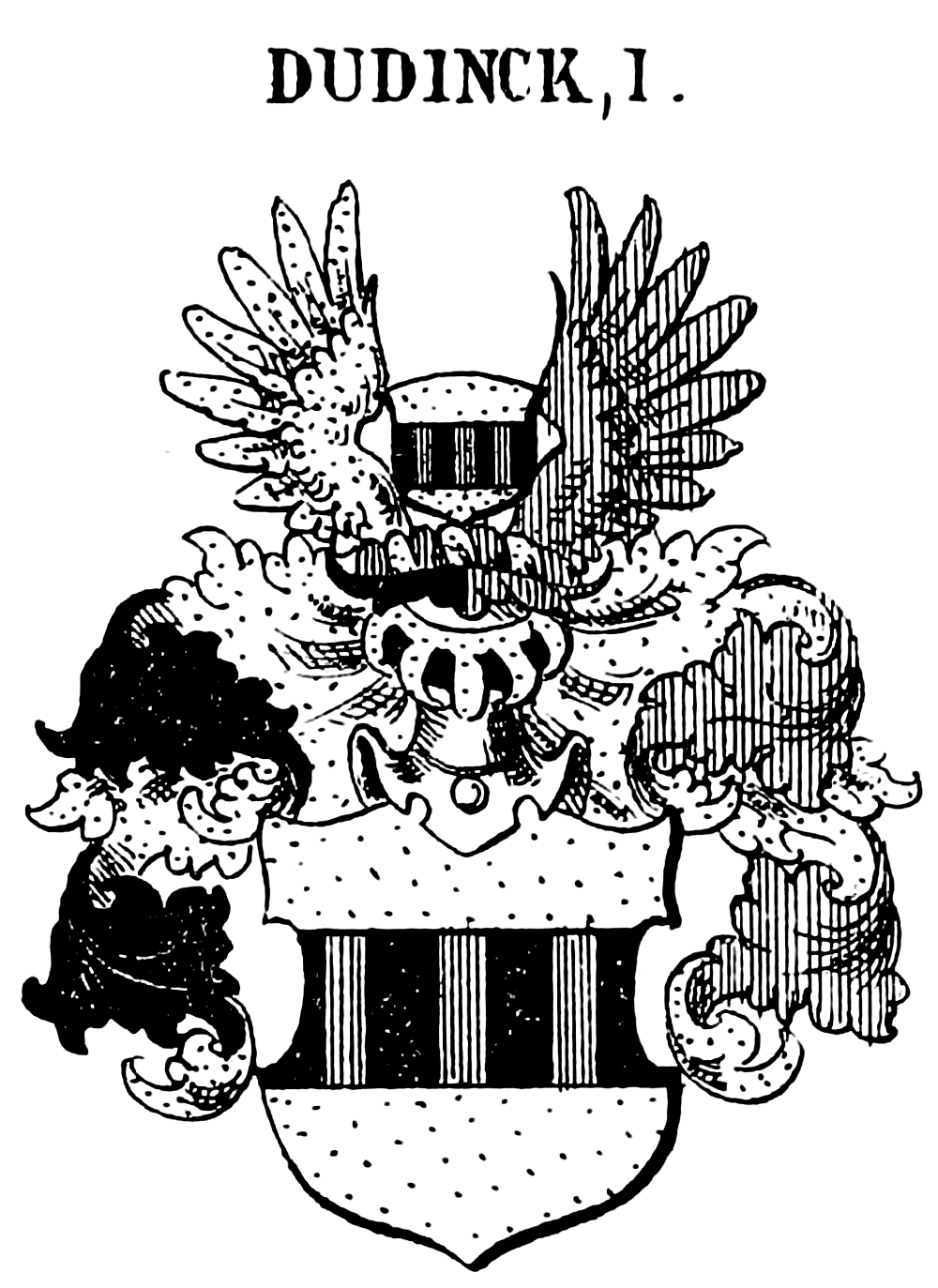
Wappenvariante 1 der Livländischen Dudinck in Siebmachers Wappenbüchern
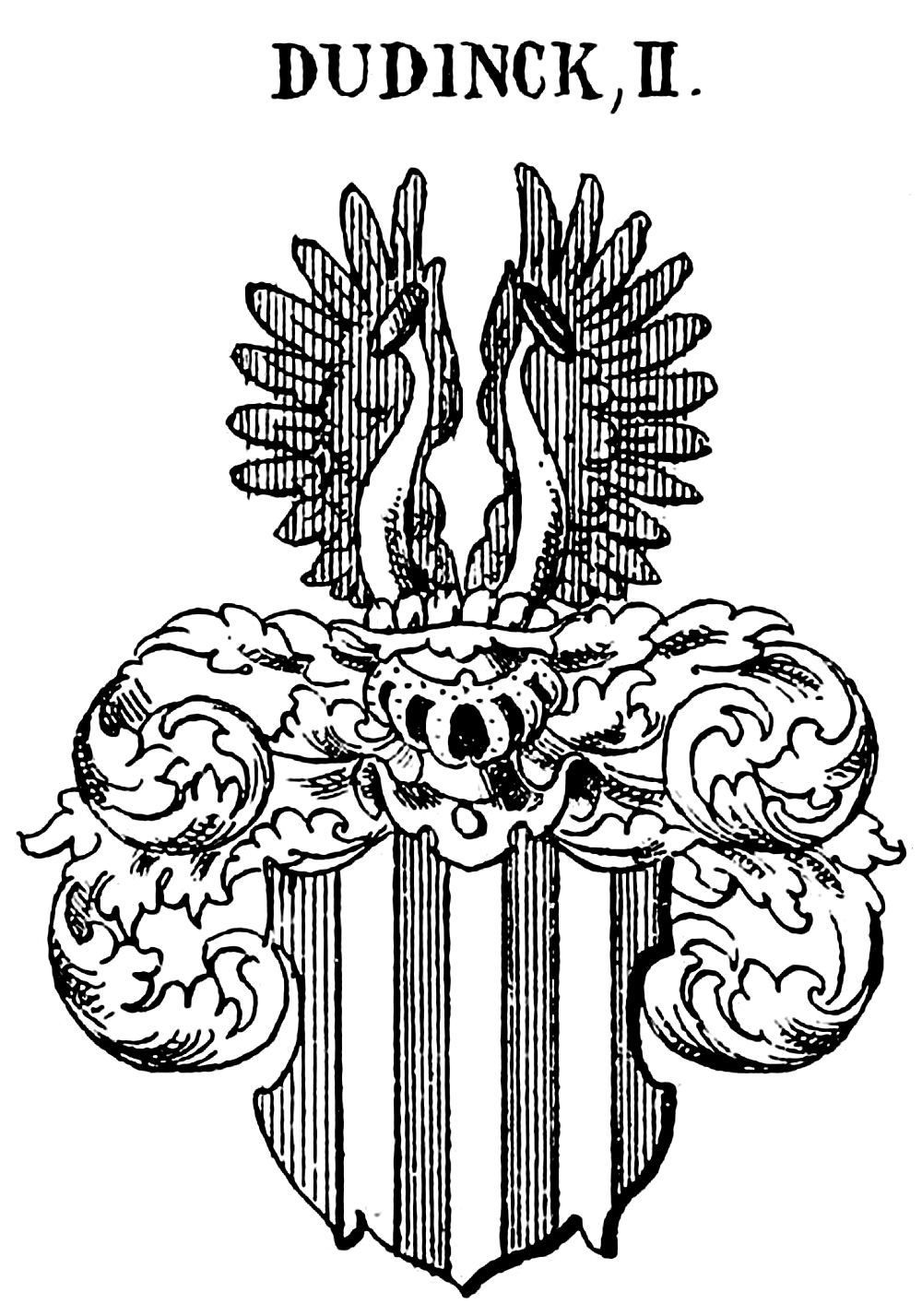
Wappenvariante 2 der Livländischen Dudinck in Siebmachers Wappenbüchern

Aufgrund der Wappenähnlichkeit mit den von der Recke und den Steinen nehmen Fahne und Gritzner an, dass die Düdinck mit den Recke und den Steinen eines Stammes sind.